# Trachelyopterus insignis
Trachelyopterus insignis és una espècie de peix de la família dels auqueniptèrids i de l'ordre dels siluriformes.

## Morfologia
Els mascles poden assolir els 20 cm de llargària total.

## Hàbitat
Viu en zones de clima tropical (entre 23 - 38 °C).

## Distribució geogràfica
Es troba a Sud-amèrica: conca del riu Magdalena.